# 674

## أحداث
- بدء حصار القسطنطينية والذي استمر إلى 678.

### حسب المكان

#### آسيا
- الملك منمو ملك سلالة شلا يأمر ببناء بركة آناب.
- في اليابان، الميرة أوكو تأمر ببناء ضريح إيسه

## وفيات
- سعيد بن يربوع المخزومي صحابي من المؤلفة قلوبهم.
- قريب بن مرة الأزدي من رؤساء الخوارج.
- زحاف بن زحر الطائي من رؤساء الخوارج.
- الحطيئة شاعر عربي